# World Amateur Bodybuilding Championships
World Amateur Bodybuilding Championships (en català: El Campionat Mundial Amateur de Fisicoculturisme) (IFBB Mr. Universe) és un concurs de culturisme masculí organitzat per la Federació Internacional de Culturisme i Fitness (IFBB) i es va celebrar per primera vegada el 1959. El nom va ser canviat el 1976 per evitar la confusió amb l'NABBA Mr. Universe.

## Els guanyadors

### Classes
De 1959-1969 només hi havia una categoria de la competència. El 1970 el concurs es va dividir en tres classes d'alçada: baixa (menys de 5′ 5″, inclusivament), mitjana (menys de 5′ 8″, inclusivament), i alta (més de 5′ 8″) amb un guanyador absolut, també va decidir el 1976 van ser abandonats en favor del pes. Aquests han canviat amb els anys, però a partir de 2005 són (entre parèntesis és el pes màxim per a aquesta categoria):
- Flyweight (60 kg)
- Bantamweight (65 kg)
- Lightweight (70 kg)
- Welterweight (75 kg)
- Light-Middleweight (80 kg)
- Middleweight (85 kg)
- Light-Heavyweight (90 kg)
- Heavyweight (over 90 kg)

### Resultats
| Any  | Localització                             | Guanyador               |
| ---- | ---------------------------------------- | ----------------------- |
| 1959 | Mont-real, Canadà                        | Eddie Sylvestre         |
| 1960 | Mont-real, Canadà                        | Chuck Sipes             |
| 1961 | Sense concurs                            | Sense concurs           |
| 1962 | Nova York, Estats Units                  | George Eiferman         |
| 1963 | Nova York, Estats Units                  | Harold Poole            |
| 1964 | Nova York, Estats Units                  | Larry Scott             |
| 1965 | Nova York, Estats Units                  | Earl Maynard            |
| 1966 | Nova York, Estats Units                  | Dave Draper             |
| 1967 | Mont-real, Canadà                        | Sergio Oliva            |
| 1968 | Miami, Estats Units                      | Frank Zane              |
| 1969 | Nova York, Estats Units                  | Arnold Schwarzenegger   |
| 1970 | Belgrad, República Federal de Iugoslàvia | Franco Columbu          |
| 1971 | París, França                            | Albert Beckles          |
| 1972 | Bagdad, Iraq                             | Ed Corney               |
| 1973 | Ginebra, Suïssa                          | Lou Ferrigno            |
| 1974 | Verona, Itàlia                           | Lou Ferrigno            |
| 1975 | Pretòria, Sud-àfrica                     | Ken Waller              |
| 1976 | Mont-real, Canadà                        | Roger Walker            |
| 1977 | Nimes, França                            | Kalman Szkalak          |
| 1978 | Acapulco, Mèxic                          | Mike Mentzer            |
| 1979 | Columbus, USA                            | David Souza             |
| 1980 | Manila, Filipines                        | Harry Sack              |
| 1981 | El Caire, Egipte                         |                         |
| 1982 | Bruges, Bèlgica                          | Dale Ruplinger          |
| 1983 | Singapur                                 |                         |
| 1984 | Las Vegas, Estats Units                  | Kevin Shields           |
| 1985 | Göteborg, Suècia                         | David Souza             |
| 1986 | Tòquio (Japó)                            | Ralf Möller             |
| 1987 | Madrid, Espanya                          | Ralf Möller             |
| 1988 | Brisbane, Austràlia                      | Prem chand dogra        |
| 1989 | París, França                            | David Souza             |
| 1990 | Kuala Lumpur, Malàisia                   | Tommy Rodrigues         |
| 1991 | Katowice, Polònia                        | Tommy Rodrigues         |
| 1992 | Graz, Àustria                            | David Souza             |
| 1993 | Seül, Corea del Sud                      | David Souza             |
| 1994 | Xangai, Xina                             | David Souza             |
| 1995 | Guam                                     | Agathoklis Agathokleous |
| 1996 | Amman, Jordània                          | Jeno Kiss               |
| 1997 | Praga, República Checa                   | Ahmed Haidar            |
| 1998 | Esmirna, Turquia                         | Hamdallah Atkutlug      |
| 1999 | Bratislava, Eslovàquia                   | Jaroslav Horvath        |
| 2000 | Malaca, Península de Malaca              | Serguei Dimitriev       |
| 2001 | Yangon, Myanmar                          | Thomas Scheu            |
| 2002 | El Caire, Egipte                         | Jose Carlos Santos      |
| 2003 | Mumbai, Índia                            | El Shahat Mabrouk       |
| 2004 | Moscou, Rússia                           | Olegas Zhuras           |
| 2005 | Xangai, Xina                             | Dennis Wolf             |
| 2006 | Ostrava, República Checa                 | Ali Tabrizi             |
| 2007 | Jeju, Corea del Sud                      | Robert Piotrkowicz      |
| 2008 | Al-Manama, Bahrain                       | Ali Tabrizi             |
| 2009 | Doha, Qatar                              | Ali Tabrizi             |